# Фаленопсис умеренный
Фаленопсис умеренный (лат. Phalaenopsis modesta) — эпифитное трявянистое растение семейства Орхидные, или Ятрышниковые (Orchidaceae).
Вид не имеет устоявшегося русского названия, в русскоязычных источниках обычно используется научное название Phalaenopsis modesta. 

Английское название — The Modest Phalaenopsis, переводится как Фаленопсис скромный (происхождение названия связано с тем, что цветки частично прикрыты листьями).

## Синонимы
- Polychilos modesta (J.J. Sm.) Shim 1982

## Естественныеразновидности
- Phalaenopsis modesta var. alba
- Phalaenopsis modesta var. bella O. Gruss & Rollke
- Phalaenopsis modesta var. modesta

## Биологическое описание
Миниатюрный моноподиальный эпифит реже литофит.

Корни длинные, разветвляющиеся, хорошо развитые. 

Стебель укороченный, скрыт основаниями 1—4 листьев. 

Листья продолговато-овальные, длиной до 15 см, шириной — до 6 см. 

Цветонос многолетний, тонкий, ампельный, ветвящийся, длиной 10—15 см. Хорошо развитые растения образуют сразу по нескольку цветоносов. Цветение револьверное. 

Цветки 3—4 см диаметром, аромат сравнивают с запахом жимолости, сирени или лилии. Окраска изменчива. Лепестки белые или бледно-розовые от основания до середины с поперечными пятнами розового или сиреневого цвета. Губа розовая или сиреневая.

## Ареал, экологические особенности
Эндемик Борнео (Сабах). 

В нижней части деревьев или на покрытых мхом скалах во влажных предгорных лесах на высотах до 900 метров над уровнем моря.

Редок. Относится к числу охраняемых видов (II приложение CITES).

В местах естественного произрастания сезонных температурных колебаний практически нет. Круглый год дневная температура 28—30 °C, ночная около 20 °C.

## В культуре
В культуре не сложный. 
 Температурная группа — теплая. Для нормального цветения обязателен перепад температур день/ночь в 5-8°С.
Требования к свету: 1000—1200 FC, 10760—12919 lx.
Цветоносы многолетние, обрезают их только после естественного усыхания. В культуре цветёт в любое время года.
Общая информация о агротехнике в статье Фаленопсис.
В гибридизации используется не часто.

## Первичныегибриды(грексы)
- Ambolantha — amboinensis х modesta (Ayub S Parnata) 1982
- Borneo Belle — bellina х modesta (Paul Lippold) 2007
- Hiroshima Equmo — equestris х modesta (Masao Kobayashi) 1994
- Hiroshima Sandesta — sanderiana х modesta (Masao Kobayashi) 1994
- Jason Scott — micholitzii х modesta (Mr/Mrs Greg & Irma Scott) 1989
- Jayamurni — modesta х cornu-cervi (Atmo Kolopaking) 1985
- Lindemod — lindenii х modesta (Luc Vincent) 2004
- Martell Rot — modesta х corningiana (Martell Orchids) 1984
- Modestrana — modesta х sumatrana (J. R. Gairns) 2001
- Paul Baudat — modesta х venosa (Luc Vincent) 1993
- Putrianda — modesta х amabilis (Atmo Kolopaking) 1989
- San Shia Crystal — violacea х modesta (Hou Tse Liu) 1999
- Triayu Maharani — modesta х lueddemanniana (Atmo Kolopaking) 1984